# Uwe Neupert
Uwe Neupert (Greiz, Alemania, 5 de agosto de 1957) es un deportista alemán retirado especialista en lucha libre olímpica donde llegó a ser subcampeón olímpico en Moscú 1980.

## Carrera deportiva
En los Juegos Olímpicos de 1980 celebrados en Moscú ganó la medalla de plata en lucha libre olímpica de pesos de hasta 90 kg, tras el luchador soviético Sanasar Oganisyan (oro) y por delante del polaco Aleksander Cichoń (bronce).